# Charlie Simpson
Charles Robert Simpson (nascut el 7 de juny de 1985 a Woodbridge, Suffolk, Regne Unit) va ser el membre més jove del grup de Pop rock Busted, que va tenir molt d'èxit. Actualment és el vocal i guitarrista al grup de post-hardcore i metal progressiu Fightstar, que ha tret ja diversos àlbums com Grand Unification, One Day Son, This Will All Be Yours i Be Human, entre d'altres.

## Família
Té dos germans més grans, Will i Edd - Will és el vocal i guitarrista de Brigade i Edd és el cantant i guitarrista d'un grup alternatiu anomenat Prego. Simpson té bastants antecedents musicals a la seva família, com Sir William Sterndale Bennett qui el 1826 era un important pianista britànic, compositor i una figura notable a la seva època.

## Educació
Charlie Simpson va estudiar a tres escoles diferents, Brandeston Hall Preparatory School a Brandeston, Suffolk i Framlingham College en el mateix lloc, abans de completar els seus estudis a Uppingham School a Rutland, on va obtenir una beca de teatre.
Va deixar l'escola després de graduar-se en estudis de secundària (GCSE). Va aconseguir una A* en la matèria de música, gràcies a una actuació que va realitzar en l'examen on va escollir tocar "Miss You Love" de l'àlbum de Silverchair's Neon Ballroom. En aquesta última escola també va cursar Harry Judd (integrant de McFly) Ed Lamb, Stephen Fry, Johnny Vaughan i Elliot Minor.

## Música
Charlie va ser seleccionat com a tercer membre de Busted després de respondre a un anunci de la revista NME publicat pels altres dos components del grup, Matt Willis i James Bourne. Ell toca la guitarra, el piano, la bateria, el baix, i és cantant i compositor.
Van guanyar un lloc en el Record Guinness Mundial, pel fet d'aconseguir una fila durant 6 nits fora de Wembley Arena per la venda del seu CD i arribar al lloc 4 dels número 1 britànics (UK number ones).
El 14 de gener del 2005 Simpson va decidir deixar Busted i concentrar-se en la seva nova banda Fightstar. Des de llavors ha sigut focus d'opinions molt diferents dels mitjans de comunicació i dels seus fans, que van des de dures crítiques fins a altes admiracions de respecte.
La major part del seu suport ha vingut de la revista més venuda de rock setmanal del Regne Unit Kerrang!, el redactor del qual Paul Brannigan demanda que el primer àlbum de llarga duració de Fightstar "Grand Unification és un dels millors àlbums de rock britànics de les últimes dècades".
Fightstar també van ser nominats als premis Kerrang! per "El millor recent britànic" (Best British Newcomer) i per la "Millor banda britànica" (Best British Band).
Simpson ha fet diverses aparicions com a vocal en àlbums d'alguns grups de metal Britànics com "This Is Menace", "Cry For Silence", entre d'altres.
Les seves influències inclouen Johnny Cash, Deftones, Silverchair, Biffy Clyro, Nirvana i Sigur Rós. A més ha citat Kurt Cobain el seu ídol.

## Curiositats
Van oferir a Charlie aparèixer a 'The Scene Is Dead', el segon LP de llarga duració de la banda 'This is Menace', en la qual ell va participar en una de les seves pistes, anomenada 'Avenue of Heroes'. La cançó estava pensada per ser el principal single del nou àlbum però després aquesta idea va ser degut a certs compromisos que tenia Fightstar en aquell moment amb el seu segon àlbum.
Charlie va aparèixer a la gravació de 'Do They Know It's Christmas' en la "the Band Aid 20" cantant i tocant una petita part de guitarra rítmica amb la seva prèvia banda Busted, juntament amb altres artistes coneguts com a Coldplay, Snow Patrol i Bono de U2.
Segons la Revista Caris, Simpson és cristià practicant.

## Discografia

### Amb Busted
- 2002: Busted
- 2003: A Present for Everyone
- 2004: Busted (versió americana)
- 2004: A Ticket for Everyone: Busted Live

### Amb Fightstar
- 2005: They Liked You Better When You Were Dead
- 2006: Grand Unification
- 2007: One Day Son, This Will All Be Yours
- 2008: Alternate Endings
- 2009: Be Human

### En solitari
- 2010: When We Were Lions (EP)
- 2011: Young Pilgrim